# Karl Lieblich
Karl Lieblich (geboren 1. August 1895 in Stuttgart; gestorben 1. März 1984 ebenda) war ein deutscher Rechtsanwalt, Geschäftsmann und Schriftsteller.

## Tätigkeit in Deutschland
Karl Lieblich war ein Sohn des Kaufmanns Moritz Lieblich und der Anna Boral. Die Eltern stammten aus dem österreich-ungarischen Galizien. Ihnen gelang 1940 die Flucht nach Brasilien. Seine 1892 geborene Schwester Dora wurde 1942 im KZ Auschwitz ermordet, ebenso seine Schwester Gisela. Lieblich besuchte in Stuttgart das Karls-Gymnasium und studierte anschließend Rechtswissenschaften in Straßburg und Leipzig. Nach seiner Teilnahme am Ersten Weltkrieg von 1914 bis 1918 wurde er 1921 in Tübingen promoviert. Lieblich heiratete 1920 aus Straßburg stammende Kusine Olga Lieblich, sie hatten vier Töchter.
Lieblich eröffnete 1923 in Stuttgart eine eigene Rechtsanwaltskanzlei. Neben seiner juristischen Tätigkeit schrieb er Theaterkritiken, Novellen sowie Theaterstücke. Angeregt durch den Pariser Gerichtsprozess, in dem Scholom Schwartzbard angeklagt wurde, Simon Petljura als Hauptverantwortlichen für die Judenpogrome nach dem Ersten Weltkrieg in der Ukraine erschossen zu haben, schrieb Lieblich 1927–28 die Novelle Rausch und Finsternis, die erst postum verlegt werden konnte. 1931 und 1932 erschienen zwei aufsehenerregende Bücher von ihm; Wir jungen Juden. Drei Untersuchungen zur jüdischen Frage, in dem er auf das Wiedererwachen des Antisemitismus mit dem Vorschlag einer kulturell souveränen „interterritorialen Nation“ der Juden reagiert, und Was geschieht mit den Juden? Öffentliche Frage an Adolf Hitler. Beide Werke wurden im dritten Reich öffentlich verboten und verbrannt. Der kämpferische Ansatz der obigen Werke wurde durch die Gründung des Bundes für ein neues Judentum begleitet. 1933 bekam Lieblich Schreibverbot und ein Jahr später Berufsverbot.

## Emigration und Exil
1937 erlernte Lieblich das Druckerhandwerk in Basel. Im selben Jahr emigrierte er nach New York und von dort mit einem Touristenvisum nach Brasilien. Er importierte die Maschinen, die er für die Ausübung des Druckereigeschäftes benötigte, aus Deutschland. Seine Frau und alle Kinder – mit Ausnahme eines, das in die Schweiz ging – kamen 1938 nach. In São Paulo, wo sich die Familie niederließ, gründete Lieblich eine Druckerei. Einige Jahre später verkaufte er die Maschinen und gründete mit dem Verkaufserlös eine Import-Export-Firma. Dennoch schrieb er weiterhin Gedichte und Novellen, auch ohne Perspektive, sie je zu publizieren. Nach Angaben von Olga Lieblich ist es unwahrscheinlich, dass irgendeine Novelle oder ein Gedicht jemals in Brasilien veröffentlicht worden ist. Die Erzählungen und Novellen, die meistens in erster Person geschrieben wurden, beziehen sich in Chronik-haftem Stil auf eigene Erlebnisse, wie zum Beispiel Die Mulattenhochzeit, 30 Contos. Eine Geschichte aus Brasilien und Denkmal des Brasilianers Antonio Coutinho, des Nichtbettlers, oder sie erzählen Liebesgeschichten in romanhaftem Stil, wie etwa Sie kam aus Argentinien. Brasilianische Novelle.
Lieblich, der in Deutschland eventuell einen moderaten Erfolg hätte haben können, litt im Exil, wie alle anderen Schriftsteller auch, unter dem Verlust der sprachlichen und literarischen Umwelt und er konnte sich weder als Rechtsanwalt noch als Schriftsteller profilieren.
“Mein Mann hat es sehr schwer gehabt. (...) Die portugiesische Sprache hat er auch nicht sehr gut gekonnt.”, erzählte seine Frau Olga in einem Interview mit Izabela Kestler. Da die wichtigsten Voraussetzungen für eine erfolgreiche Integration bei ihm nicht vorhanden waren und er zudem Sehnsucht nach Stuttgart hatte, kehrte Lieblich nach mehreren Heimwehschiffsreisen zwischen 1948 und 1957 mit seiner Frau 1958 endgültig in seine frühere Heimatstadt zurück.

## Werke
- Das Wiedersehn Tübingen 1918
- Die Pest in Stuttgart Tübingen 1920
- Die Traumfahrer. Zwei Erzählungen. Eugen Dietrichs, Jena 1923
- Die Welt erbraust Jena 1924
- Das proletarische Brautpaar. Ein Volkslied in Prosa. Eugen Diederichs, Jena 1926
- Wir jungen Juden. Drei Untersuchungen zur jüdischen Frage 1931
- Was geschieht mit den Juden? Öffentliche Frage an Adolf Hitler. Zonen-Verlag, Stuttgart 1932
- Die Geheimnisse des Maimonides. Gabriel Fernandes, Mainz 1982, ISBN 3-9800652-0-0.
- Rausch und Finsternis. Novelle. Nachwort Reinhard Andress. Remscheid : Gardez!, 2006, ISBN 978-3-89796-174-6